# Nastassja Burnett
Nastassja Burnett (Rome, 20 februari 1992) is een tennisspeelster uit Italië.
Ze begon op zesjarige leeftijd met tennis. Haar favoriete ondergrond is hardcourt. Zij speelt rechtshandig en heeft een tweehandige backhand.

## Loopbaan

### Enkelspel
Burnett debuteerde in 2006 op het ITF-toernooi van Tortosa (Spanje). Zij stond in 2011 voor het eerst in een finale, op het ITF-toernooi van Amiens (Frankrijk) – hier veroverde zij haar eerste titel, door de Poolse Paula Kania te verslaan. Tot op hedenapril 2016 won zij zes ITF-titels, de meest recente in 2016 in Iraklion (Griekenland).
In 2012 speelde Burnett voor het eerst op een WTA-hoofdtoernooi, op het toernooi van Palermo, waarvoor zij middels een wildcard was uitgenodigd. Later dat jaar wist zij zich via het kwalificatietoernooi te plaatsen voor de hoofdtabel van het US Open. Haar beste resultaat op de WTA-toernooien is het bereiken van de halve finale, op het toernooi van Rio de Janeiro in 2014. Haar hoogste notering op de WTA-ranglijst is de 121e plaats, die zij bereikte in maart 2014.

### Dubbelspel
Burnett is weinig actief in het dubbelspel. Zij debuteerde in 2007 op het ITF-toernooi van Rome - Tevere Remo (Italië), samen met de Spaanse Arantxa Parra Santonja. In 2009 speelde Burnett voor het eerst op een WTA-hoofdtoernooi, op het toernooi van Rome, via een wildcard uitgenodigd samen met landgenote Alice Moroni. Haar beste resultaat op de ITF-toernooien is het bereiken van de halve finale op het $100K-toernooi van Boekarest (Roemenië) in 2012, samen met landgenote Alberta Brianti.

## Posities op deWTA-ranglijst
Positie per einde seizoen:
| jaartal | ranking enkelspel | ranking dubbelspel |
| ------- | ----------------- | ------------------ |
| 2006    | 1449              | –                  |
| 2007    | 965               | –                  |
| 2008    | 650               | –                  |
| 2009    | 367               | –                  |
| 2010    | 732               | –                  |
| 2011    | 215               | 383                |
| 2012    | 152               | 443                |
| 2013    | 169               | 901                |
| 2014    | 236               | –                  |
| 2015    | 377               | –                  |

## Prestatietabel grandslamtoernooien
| Legenda | Legenda                          |
| ------- | -------------------------------- |
| g.t.    | geen toernooi gehouden           |
| l.c.    | lagere categorie                 |
| –       | niet deelgenomen                 |
| G       | uitgeschakeld in de groepsfase   |
| 1R      | uitgeschakeld in de eerste ronde |
| 2R      | uitgeschakeld in de tweede ronde |
| 3R      | uitgeschakeld in de derde ronde  |
| 4R      | uitgeschakeld in de vierde ronde |
| KF      | uitgeschakeld in de kwartfinale  |
| HF      | uitgeschakeld in de halve finale |
| F       | de finale verloren               |
| W       | het toernooi gewonnen            |
| w-v     | winst/verlies-balans             |

### Enkelspel
| Toernooi        | 2012 |
| --------------- | ---- |
| Australian Open | –    |
| Roland Garros   | –    |
| Wimbledon       | –    |
| US Open         | 1R   |